# L'enfer, c'est à quel étage ?
L’enfer, c’est à quel étage ? est un roman fantastique de Serge Brussolo, publié en 2003 aux éditions du Masque. Ce livre est une édition revue et corrigée de Catacombes, paru en 1986 aux éditions Fleuve noir, dans la collection « Anticipation ».